# Viktoria Vaľukevičová
Viktoria Gurovová-Vaľukevič (* 22. května 1982, Soči) je bývalá ruská atletka, halová mistryně Evropy v trojskoku.
Je provdaná za slovenského trojskokana Dmitrije Vaľukeviče.
Na letní univerziádě 2003 vyhrála stříbrnou medaili. V roce 2005 pak vyhrála na halovém mistrovství Evropy v atletice 2005 dokonce zlatou medaili a desátá skončila na mistrovství světa v atletice 2005. Také soutěžila na olympijských hrách z roku 2004, ale nedosáhla vítězných míst. V roce 2006 dosáhla olympijského finále, ve kterém skončila sedmá. Na olympijských hrách 2012 se do olympijského finále dostala také a skončila osmá. 30. května 2017 ale byla diskvalifikována a její olympijské výsledky z roku 2012, jelikož došlo k prokázání dopingu.